# Erythroselinum
Erythroselinum es un género monotípico de plantas de la familia de las apiáceas. Su única especie: Erythroselinum atropurpureum. Es originaria de Etiopía.

## Descripción
Es una planta herbácea glabra, probablemente bienal perenne, que alcanza un tamaño de 0,2-1,3 m de altura, con raíz delgada o algo engrosada por debajo del suelo.

## Ecología
Se encuentra en pastizales con arbustos dispersos, matorrales abiertos, matorrales bentónicos, por lo general en un terreno pantanoso, a una altitud de 1200-2600 metros.

## Taxonomía
Erythroselinum atropurpureum fue descrita por (Steud. ex A.Rich.) Chiov. y publicado en Annali di Botanica 9(1): 64. 1911.
Sinonimia
- Erythroselinum lefeburioides Engl.
- Malabaila lefeburioides Engl.
- Peucedanum lefeburioides (Regel) M.Hiroe
- Malabaila atropurpurea (Steud. ex A.Rich.) Vatke
- Pastinaca atropurpurea Steud. ex A.Rich.
- Peucedanum atropurpureum (Steud. ex A.Rich.) Hiern (1877)
- Peucedanum ruspolii Engl. (1897)
- Malabaila lefebvrioides Engl.
- Peucedanum lefebvrioides (Engl.) M.Hiroe
- Erythroselinum lefebvrioides Engl.
- Lefebvrea artropurpurea (Hochst. ex A.Rich.) P.J.D.Winter (2008)